# Clifford Gray
Clifford Barton „Cliff“ Gray (* 29. Januar 1892 in Chicago; † 9. November 1969 in San Diego County) war ein US-amerikanischer Bobsportler.
Grey nahm an den Olympischen Winterspielen 1928 in St. Moritz für das US-amerikanische Team teil und gewann mit der Fünfer-Bobmannschaft die Goldmedaille. Dabei weilte er eigentlich nur als Besucher in der Stadt, als er für den Bob seines Heimatlandes ausgewählt wurde. Bei den Spielen vier Jahre später in Lake Placid gewann er nochmals die Goldmedaille mit der Vierer-Bobmannschaft. Bei der Weltmeisterschaft 1937 konnte er im Viererbob in Cortina d’Ampezzo unter seinem Spitznamen „Tippy“ Gray die Bronzemedaille gewinnen. Bei den Olympischen Winterspielen 1936 in Garmisch-Partenkirchen war Gray Ersatzmann, kam aber nicht zum Einsatz. Der Absolvent der Cornell University wurde aufgrund mehrerer falscher Berichte, die ihn mit dem Showgeschäft in Verbindung brachten, mit dem britischen Schauspieler und Komponisten Clifford Grey verwechselt. Ob und wenn inwieweit Gray seinerseits Kontakte zum Showgeschäft hatte, lässt sich heute nicht mehr klären.